# 有希兔
有希兔（2月4日—），日本漫畫家。

## 作品
- 美形除獸師、5冊待續、原名
- 電玩偵探、全1冊、原名
- 戀人料理情、全1冊、原名
- 我們約會吧！、全1冊、原名
- 搖滾新浪潮、全2冊、原名
- 校園風雲秀、全1冊
- 超級美女、全1冊

## 外部連結
- （日語）[永久]